# Caldron Peak
Caldron Peak är en bergstopp i Kanada.   Den ligger i provinsen Alberta, i den centrala delen av landet, 3 000 km väster om huvudstaden Ottawa. Toppen på Caldron Peak är 2 911 meter över havet, eller 463 meter över den omgivande terrängen. Bredden vid basen är 2,7 km.
Terrängen runt Caldron Peak är huvudsakligen bergig, men söderut är den kuperad.Trakten runt Caldron Peak är nära nog obefolkad, med mindre än två invånare per kvadratkilometer.. Det finns inga samhällen i närheten. 
Trakten runt Caldron Peak består i huvudsak av gräsmarker.